# Madeleine Sjöstedt
Madeleine Katarina Linnea Wassén Sjöstedt, född 17 maj 1961 i Lidköping, är en svensk ämbetsman och tidigare folkpartistisk politiker. Hon är generaldirektör för Svenska institutet och var borgarråd i Stockholms stad 2006–2014.

## Biografi
Madeleine Sjöstedt föddes i Lidköping men flyttade därifrån när hon var 19 år gammal. Hon studerade sedan vid Stockholms universitet, där hon blev jur. kand.
Sjöstedt arbetade flera år på Swedish International Liberal Centre och var förste vice ordförande i Folkpartiets ungdomsförbund. Hon har även varit redaktionssekreterare på Liberal Debatt samt vikarierat på ledarredaktionen på Upsala Nya Tidning och Dagens Nyheter. Som fritidspolitiker var Sjöstedt ordförande i Stockholms stadsteaters styrelse, vice ordförande i stadsbyggnadsnämnden samt ledamot i trafiknämnden. Hon var också Folkpartiets representant i utredningen Globkom, som tillsattes 2002 för en förändrad biståndspolitik.
Mellan 2006 och 2010 var hon kultur- och idrottsborgarråd och 2010–2014 kultur- och fastighetsborgarråd i Stockholm. År 2015 lämnade hon alla politiska uppdrag utom ett för att istället ägna sig åt pr.
År 2019 utsågs Sjöstedt till generaldirektör för Svenska institutet.
År 2023 fick hon regeringens uppdrag att utreda ett digitalt utvecklingsstöd till tidskrifter. Utredningen presenterades i mars 2024.
Madeleine Sjöstedt är gift och har två barn. Hon bor på Södermalm i Stockholm.

## Kontroverser
Under tiden som borgarråd fick hon motta kritik för att mottagit fördelar av aktörer som hade affärer med kommunen samt använt kommunens pengar på vad som uppfattats som privata resor.
Riksenheten mot korruption inledde 2013 en förundersökning om mutbrott, rörande ett avtal om driften av Tele2 Arena som tecknades under Madeleine Sjöstedts tid som borgarråd. Utredningen lades ned hösten 2015, efter att Sjöstedt lämnat sitt uppdrag. Åklagaren fann att det inte var styrkt att det begåtts något brott.